# Ronde van Groot-Brittannië (vrouwen)
De Ronde van Groot-Brittannië (Engels: Tour of Britain Women) is een Britse rittenkoers voor vrouwen, die sinds 2014 wordt georganiseerd in de maanden mei of juni en die door de UCI de eerste twee jaren werd geclassificeerd als 2.1-wedstrijd, maar die vanaf 2016 deel uitmaakt van de Women's World Tour.

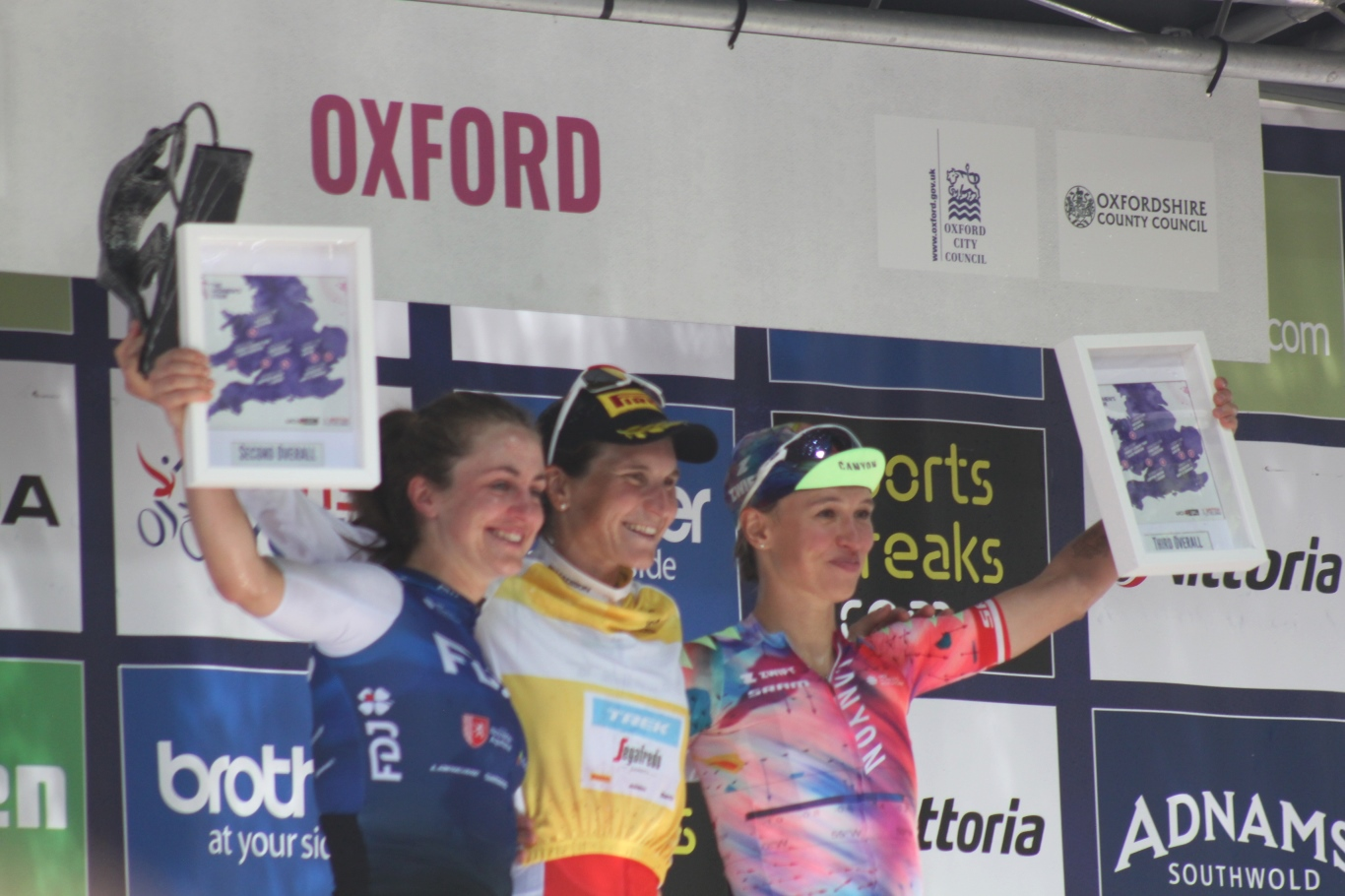
Het podium van The Women's Tour 2022.

## Geschiedenis
Van 2014 tot 2022 heette de wedstrijd The Women's Tour. In 2015 en 2016 droeg de wedstrijd ook de naam van hoofdsponsor Aviva. Per 2017 was dit OVO Energy. De editie van 2020 werd geannuleerd vanwege de Coronapandemie. De editie van 2021 werd om diezelfde reden uitgesteld van juni naar oktober. De editie van 2023 werd twee maanden voor aanvang geannuleerd vanwege gestegen kosten en teruglopende sponsorinkomsten. In 2024 werd de wedstrijd opnieuw georganiseerd, onder de huidige naam. Van de wedstrijd is ook een manneneditie, die bestaat sinds 1945.

## Podiums
| Jaar | Winnaar                              | Tweede                               | Derde                                |
| ---- | ------------------------------------ | ------------------------------------ | ------------------------------------ |
| 2014 | Marianne Vos                         | Emma Johansson                       | Rossella Ratto                       |
| 2015 | Lisa Brennauer                       | Jolien D'hoore                       | Christine Majerus                    |
| 2016 | Lizzie Armitstead                    | Ashleigh Moolman-Pasio               | Elisa Longo Borghini                 |
| 2017 | Katarzyna Niewiadoma                 | Christine Majerus                    | Hannah Barnes                        |
| 2018 | Coryn Rivera                         | Marianne Vos                         | Dani Rowe                            |
| 2019 | Lizzie Armitstead                    | Katarzyna Niewiadoma                 | Amy Pieters                          |
| 2020 | niet verreden vanwege Coronapandemie | niet verreden vanwege Coronapandemie | niet verreden vanwege Coronapandemie |
| 2021 | Demi Vollering                       | Juliette Labous                      | Clara Copponi                        |
| 2022 | Elisa Longo Borghini                 | Grace Brown                          | Katarzyna Niewiadoma                 |
| 2023 | niet verreden                        | niet verreden                        | niet verreden                        |
| 2024 | Lotte Kopecky                        | Anna Henderson                       | Christine Majerus                    |
| 2025 | Ally Wollaston                       | Cat Ferguson                         | Karlijn Swinkels                     |

### Meervoudige winnaars
| Zeges | Renner            | Land                | Jaren       |
| ----- | ----------------- | ------------------- | ----------- |
| 002   | Lizzie Armitstead | Verenigd Koninkrijk | 2016 + 2019 |

### Overwinningen per land
| Overwinningen | Land                                                              |
| ------------- | ----------------------------------------------------------------- |
| 2             | Nederland, Verenigd Koninkrijk                                    |
| 1             | België, Duitsland, Italië, Nieuw-Zeeland, Polen, Verenigde Staten |

## Klassementen (truien)

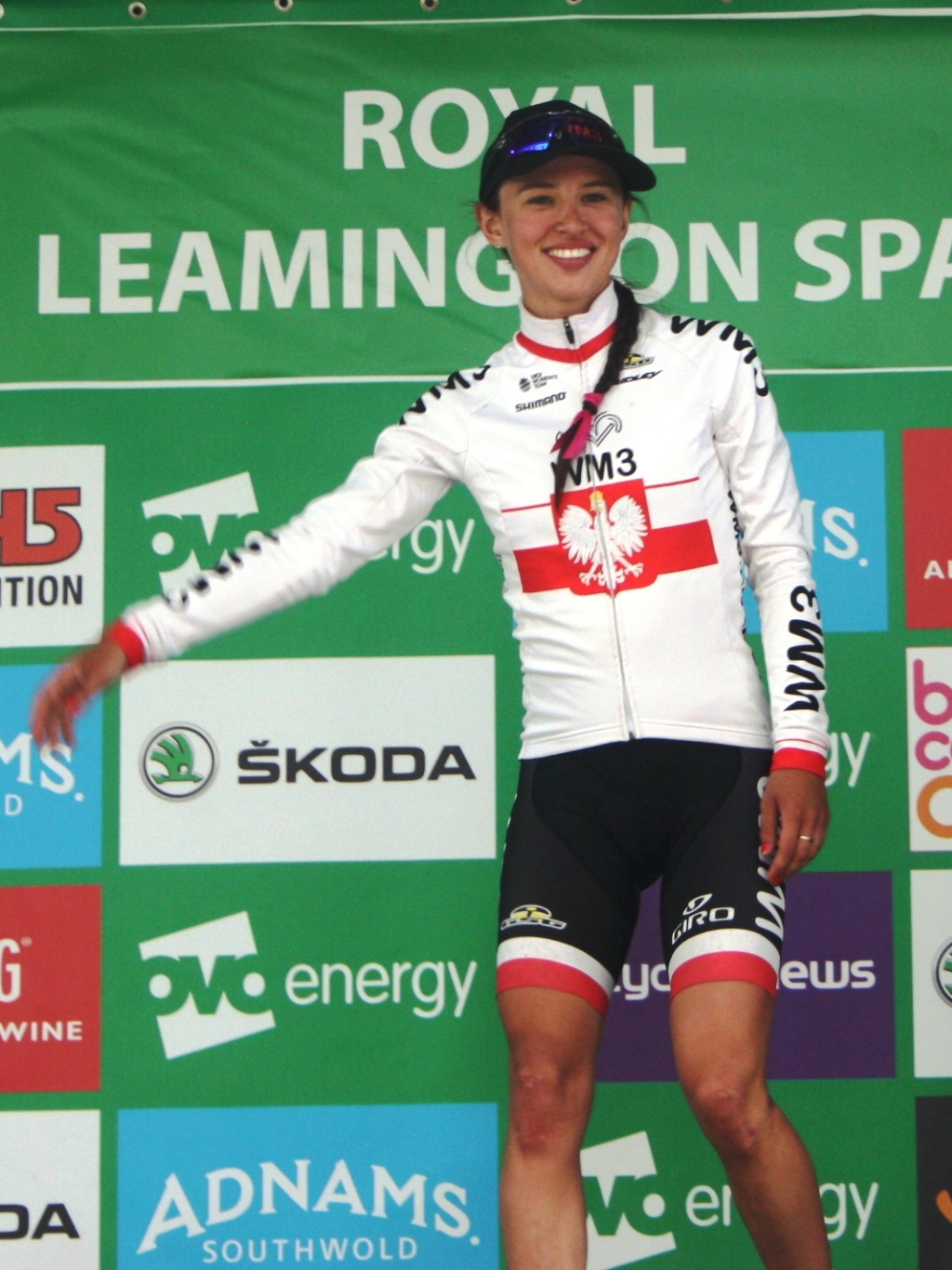
Eindwinnares Katarzyna Niewiadoma in 2017 met een pink ribbon in haar vlecht.

Elke editie worden er vijf verschillende truien uitgereikt in diverse klassementen. Omdat de sponsoren van de truien regelmatig wisselen, veranderen ook de kleuren van de truien. De leiderstrui voor het algemeen klassement was de eerste drie edities geel (net als in de Tour de France), maar is vanaf 2017 groen, de kleur van hoofdsponsor OVO Energy. De roze puntentrui is verbonden aan Pink Ribbon, een stichting tegen borstkanker, die ook een initiatief startte om elke renster te koppelen aan een slachtoffer van borstkanker: zij schrijven een bericht aan de renster en de renster rijdt met een pink ribbon, een roze lintje met daarop de naam van het slachtoffer, dat ze meestal vlechten in hun haar.
| Klassement   | 2014 | 2015 | 2016 | 2017 | 2018 | 2019 | 2021 | 2022 | 2024 |
| ------------ | ---- | ---- | ---- | ---- | ---- | ---- | ---- | ---- | ---- |
| Algemeen     |      |      |      |      |      |      |      |      |      |
| Punten       |      |      |      |      |      |      |      |      | geen |
| Sprint       | geen | geen | geen |      |      |      |      |      |      |
| Berg         |      |      |      |      |      |      |      |      |      |
| Jongeren     |      |      |      | geen | geen | geen | geen | geen |      |
| Beste Britse |      |      |      |      |      |      | geen | geen | geen |

2014 ·
2015 ·
2016 ·
2017 ·
2018 ·
2019 ·
2020 ·
2021 ·
2022 ·
2023 ·
2024 ·
2025
World Cup:
1998 · 
1999 · 
2000 · 
2001 · 
2002 · 
2003 · 
2004 · 
2005 · 
2006 · 
2007 · 
2008 · 
2009 · 
2010 · 
2011 · 
2012 · 
2013 · 
2014 · 
2015
World Tour:
2016 · 
2017 · 
2018 · 
2019 · 
2020 · 
2021 ·
2022 ·
2023 ·
2024 ·
2025
Huidige koersen:
Tour Down Under · Cadel Evans Great Ocean Road Race · Ronde van de Verenigde Arabische Emiraten · Omloop Het Nieuwsblad · Strade Bianche · Ronde van Drenthe · Trofeo Alfredo Binda · Classic Brugge-De Panne · Gent-Wevelgem · Ronde van Vlaanderen · Parijs-Roubaix · Amstel Gold Race · Waalse Pijl · Luik-Bastenaken-Luik · Ronde van Chongming · Ronde van het Baskenland · Ronde van Burgos · RideLondon Classique · The Women's Tour · Ronde van Zwitserland · Giro Donne · Tour de France Femmes · Ronde van Scandinavië · Bretagne Classic · Simac Ladies Tour · La Vuelta Femenina · Ronde van Romandië · Ronde van Guangxi
Voormalige koersen:
Philadelphia Cycling Classic · Ronde van Californië · Emakumeen Bira · La Course by Le Tour de France · Open de Suède Vårgårda